# Vall inquietant (llibre)
Vall inquietant (títol original en anglès, Uncanny Valley) és un llibre de memòries de l'escriptora Anna Wiener. El llibre se centra en la transició de Wiener de la indústria editorial a una sèrie de treballs en empreses tecnològiques i la seva desil·lusió gradual amb la indústria de la tecnologia. A Espanya va ser publicat per l'editorial Libros del Asteroide en 2020.

## Resum
El llibre descriu la decisió de Wiener de renunciar al seu treball com a editora independent i assistent d'una agència literària a Nova York per a mudar-se a Silicon Valley, la regió al sud de San Francisco llar d'algunes de les empreses tecnològiques més grans i conegudes del món. Wiener, que es va sentir restringida per les normes restrictives de la indústria editorial i la reducció d'ingressos, se sent fora de lloc entre els executius i enginyers de tecnologia en el seu nou entorn, encara que es troba contenta amb el seu salari creixent i els seus generosos beneficis laborals. Després de navegar per diferents empreses, finalment es decideix per l'empresa de codificació de codi obert GitHub, actuant com a representant de servei al client. Malgrat la naturalesa degradant del seu treball i la naturalesa estressant d'investigar publicacions potencialment inflamatòries o il·legals, decideix quedar-se a causa dels diversos avantatges de la companyia. Al llarg del llibre, Wiener reflexiona sobre les implicacions morals de la manipulació i recol·lecció de dades entre les empreses tecnològiques.

## Antecedents i creació
Wiener es va mudar a San Francisco des de la ciutat de Nova York a l'edat de 25 anys per a buscar un treball en la indústria tecnològica. En arribar, tenia pocs amics i va mantenia correspondència per correu electrònic amb els amics que encara estaven a Nova York. Wiener també escrivia notes per a si mateixa, sobre converses o interaccions divertides que escoltava o preseciava. Aquests correus electrònics i missatges de text més tard van resultar útils en escriure Vall inquietant.
La primera versió del que després es convertiria en Vall inquietant va aparèixer en la revista literària n+1 en 2016. Wiener no va incloure els noms de les empreses en les quals treballava, ni en l'article original ni en el llibre, sinó que va optar per descriure els models comercials i la reputació de les empreses. Va emprar la mateixa estratègia descriptiva en fer referència a altres empreses de tecnologia i altres organitzacions amb connexions amb Silicon Valley i la tecnologia en general, com la Universitat Stanford. Els exemples inclouen referir-se a Facebook com «la xarxa social que tots odiaven» en lloc de referir-se directament a la corporació.